# AX (magazine)
AX (アックス) est un magazine de prépublication de manga bimestriel japonais publié par l'éditeur Seirin Kōgeisha depuis 1998. Spécialisé dans l'avant-garde et l'underground du manga, il est considéré comme l'héritier du mensuel Garo qui a cessé de paraître en 2002.

## Historique
À la suite de la mort de Katsuichi Nagai, rédacteur en chef de Garo, en 1996, une partie du personnel et des contributeurs finit par quitter le mensuel en 1997 et fonde AX en février 1998. Noriko Tetsuka est alors la directrice de la société d'édition du journal, Seirin Kōgeisha.

## Liste demangakaspubliés dansAX
- Shin'ichi Abe
- Ayuko Akiyama
- Einosuke
- Seiko Erisawa
- Namie Fujieda
- Shigeyuki Fukumitsu
- Yuka Goto
- Yusaku Hanakuma
- Kazuichi Hanawa
- Osamu Kanno
- Katsuo Kawai
- Kawasaki Takao
- Kiriyama Yuichi
- Tomohiro Koizumi
- Shin'ya Komatsu
- Akino Kondoh
- Suehiro Maruo
- Shinbō Minami
- Otoya Mitsuhashi
- Keizo Miyanashi
- Hideyasu Moto
- Takashi Nemoto
- Nishioka Brose
- Shigehiro Okada
- Yunosuke Saito
- Imiri Sakabashira
- Toranosuke Shimada
- Shiriagari Kotobuki
- Hiroji Tani
- Yoshihiro Tatsumi
- Mimiyo Tomozawa
- Kataoka Toyo
- Takato Yamamoto
- Mitsuhiko Yoshida

### Ouvrages
- Collectif, AX Anthologie, Le Lézard Noir  (ISBN 978-2-35348-022-7)

## Documentation
- (en) Bill Randall, « Getting the Ax », dans The Comics Journal no 298, Fantagraphics, mai 2009, p. 194-198.